# 1965 na Alemanha
Esta é uma cronologia dos fatos acontecimentos de ano 1965 na Alemanha.

## Eventos
- 8 a 13 de junho: O presidente da Iugoslávia, Josip Broz Tito, visita à Alemanha Oriental.
- 11 a 12 de junho: O presidente da França, Charles de Gaulle, visita à cidade de Bonn.
- 19 de setembro: As eleições federais realizam na Alemanha Ocidental.
- 8 de outubro: O Comitê Olímpico Internacional decide a admissão de duas equipes alemãs para os Jogos Olímpicos de Verão de 1968 e reconhece o Comitê Olímpico Nacional da Alemanha Oriental.
- 27 a 29 de novembro: O líder do partido soviético Leonid Brezhnev visita à Alemanha Oriental.